# لاب غرين
لاب غرين نيتووركس (LAP Green Networks) المعروفة أيضا باسم باسم لاب غرين ن (LAP GreenN) هي شركة اتصالات وحلول اتصالات وانترنت ليبية مملوكة بالكامل للصندوق السيادي للدولة الليبية المعروف باسم (محفظة ليبيا افريقيا للاستثمار) وانتقلت ملكيتها منذ عام 2015 الى الشركة الليبية القابضة للاتصالات وتقنية المعلومات. وتركز عملها على دول القارة الأفريقية وتمتلك شبكات تشغيل هاتف محمول في عدة دول في شرق افريقيا وغرب افريقيا ووسط افريقيا تأسست الشركة سنة 2004 .

## التواجد
- جنوب السودان (تتواجد لاب غرين في جنوب السودان منذ سنة 2010 بامتلاكها ما نسبته 80% من اسهم شركة GemTel)
- أوغندا (تتواجد لاب غرين في اوغندا منذ سنة 2007 بامتلاكها نسبة 69 % من شركة الاتصالات الأوغندية Ugannda Telecom Limited)
- سيراليون (تتواجد لاب غرين في سيراليون منذ سنة 2007 بامتلاكها لنسبة 80% من اسهم شركة AmbiTel)
- زامبيا (بامتلاك الشركة لنسبة 75 % من شبكة زامتيل الزامبية)
- ساحل العاج (تتواجد لاب غرين في ساحل العاج منذ سنة 2007 وذلك من خلال امتلاكها ما نسبته 75% من شركة الاتصالات Oricel التي تقدم خدماتها داخل العاصمة ابيدجان والمدن الرئيسية في البلاد تحت اسم تجاري هو Green CI)